# Десна (приток Пахры)
Десна́ — река в Москве и Московской области России, левый приток Пахры. Название Десна происходит от славянского слова «десница» — правая рука, также означает «река, впадающая справа», то есть приток впадающий в более крупную реку с правой стороны (исторически направление считалось при движении от устья к истоку).

## Описание
Десна образуется слиянием рек Пахорки и Бутыни у посёлка Калининец. Впадает в Пахру у села Дубровицы, возле Подольска.
Длина — 88 км, площадь водосборного бассейна составляет 717 км².
Основное питание Десны, как и большинства московских рек, осуществляется за счёт талых снеговых вод: они составляют около 60 % от общего суммарного стока, доля дождевых вод составляет от 12 до 20 %. Остальная часть приходится на подземные родники.
Притоками Десны являются реки Сосенка и Незнайка.
На берегах Десны расположены деревня Алабино, города Апрелевка и Троицк.

## Этимология
Название Десна происходит от славянского слова «десный», то есть — «правый». Так как десница — это «правая рука», то название реки означает «правая река» или — «река, впадающая справа». Традиционно, славяне давали названия идя вверх по течению. С некоторых пор сторону впадения реки стали обозначать по направлению течения, поэтому многие ранее левые притоки теперь стали правыми.

## Фотографии

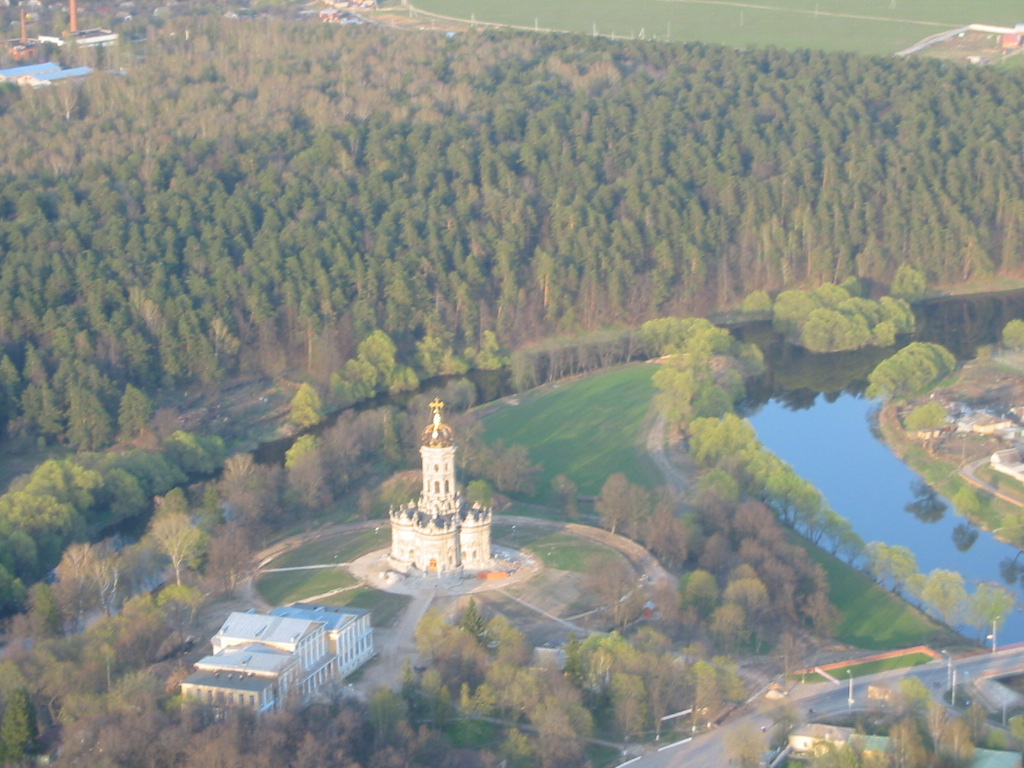
Впадение реки Десны(слева) в реку Пахру в Дубровицах и Церковь Знамения Богородицы  на их стрелке. 2003 год
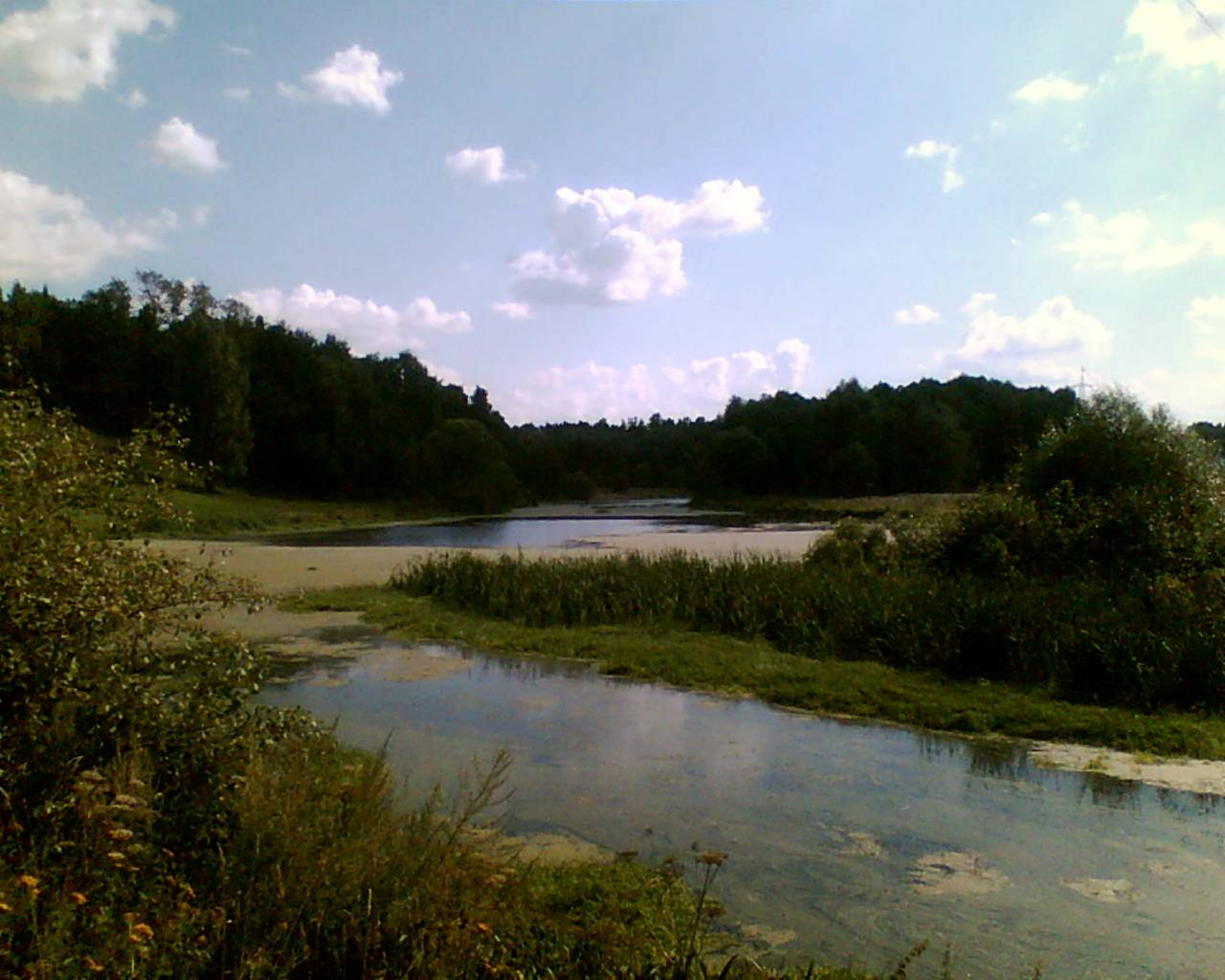
Десна впадает в Пахру, 2006 год
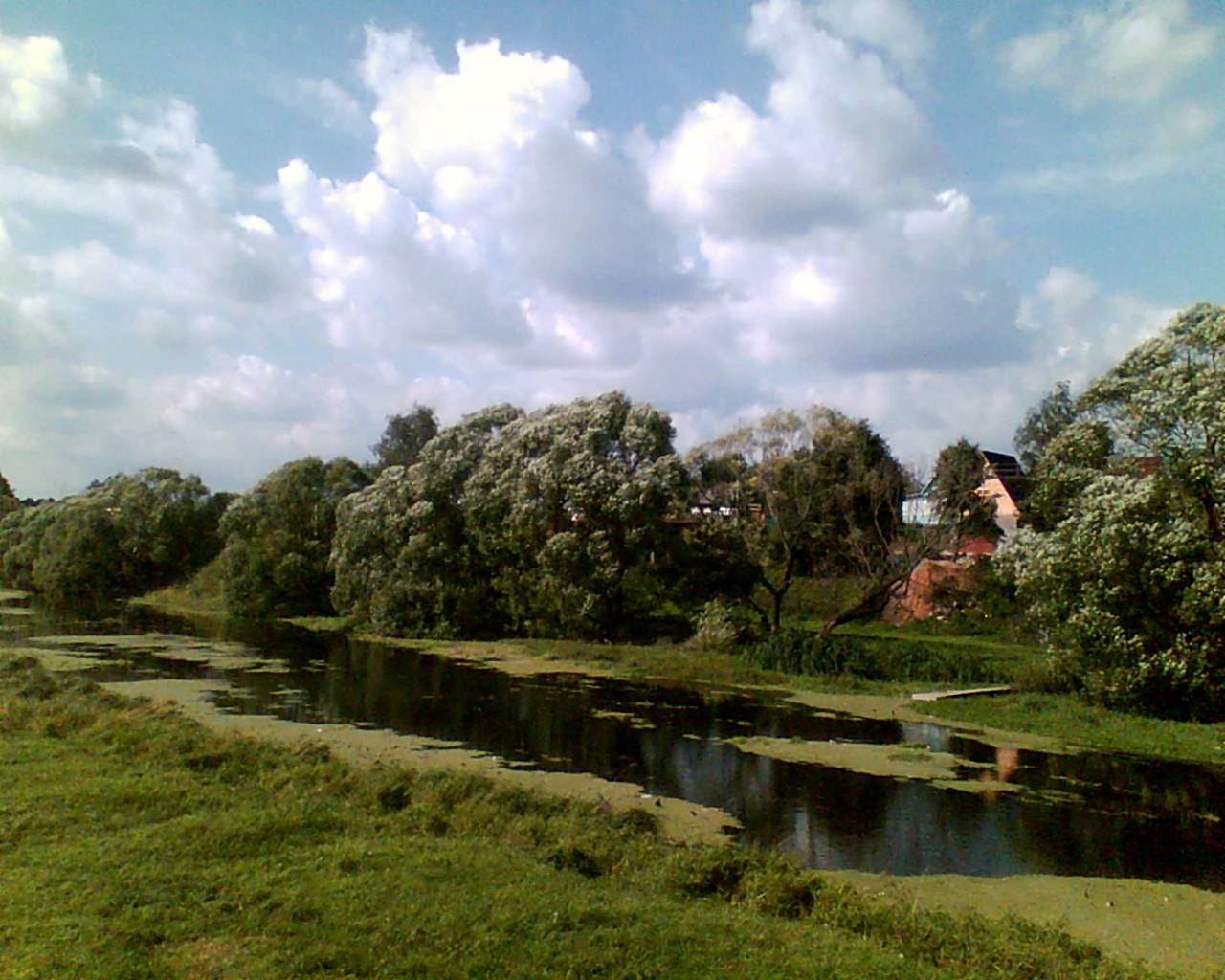
Десна, 2006 год
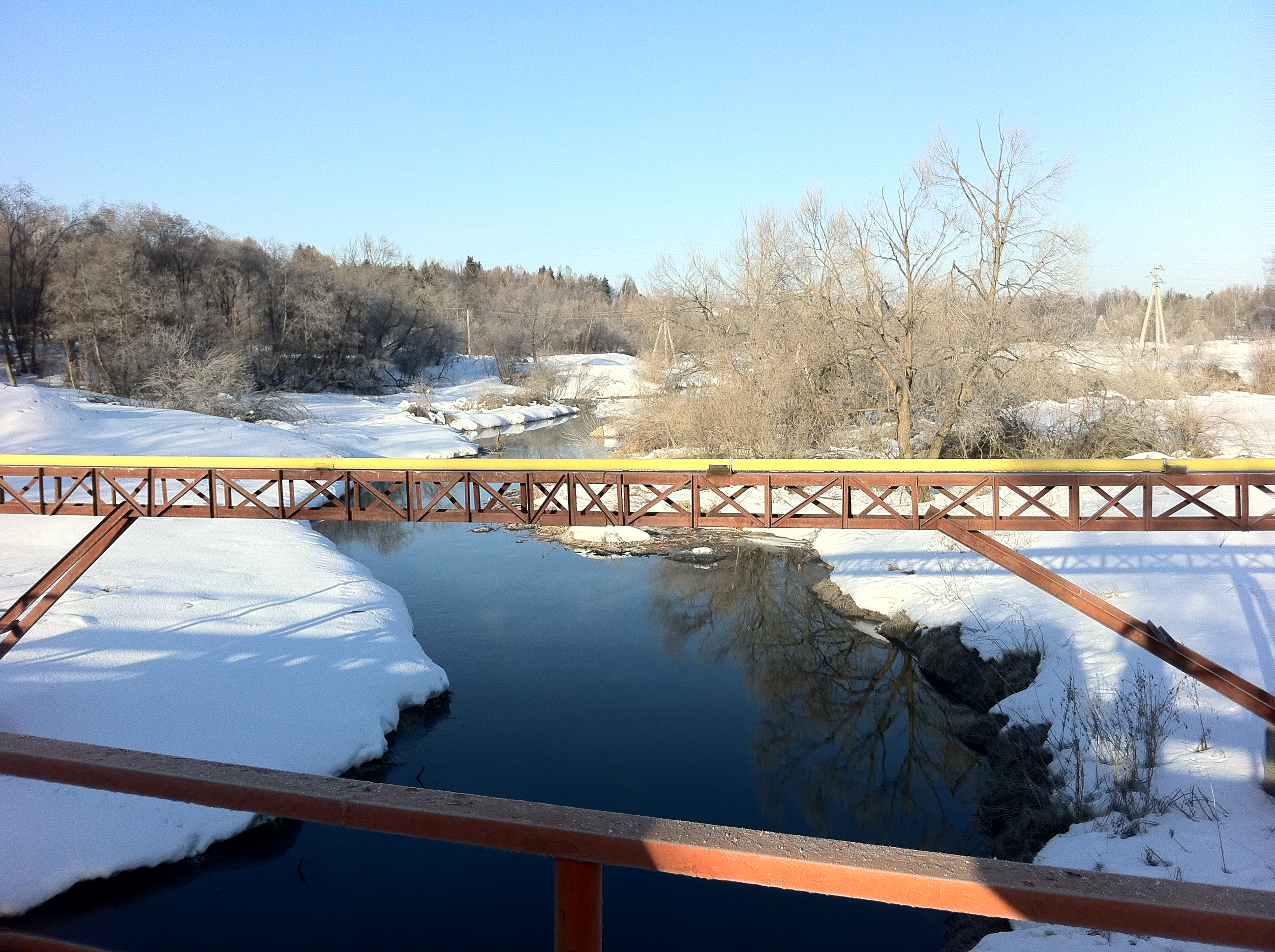
Река Десна в деревне Афинеево, 2011 год
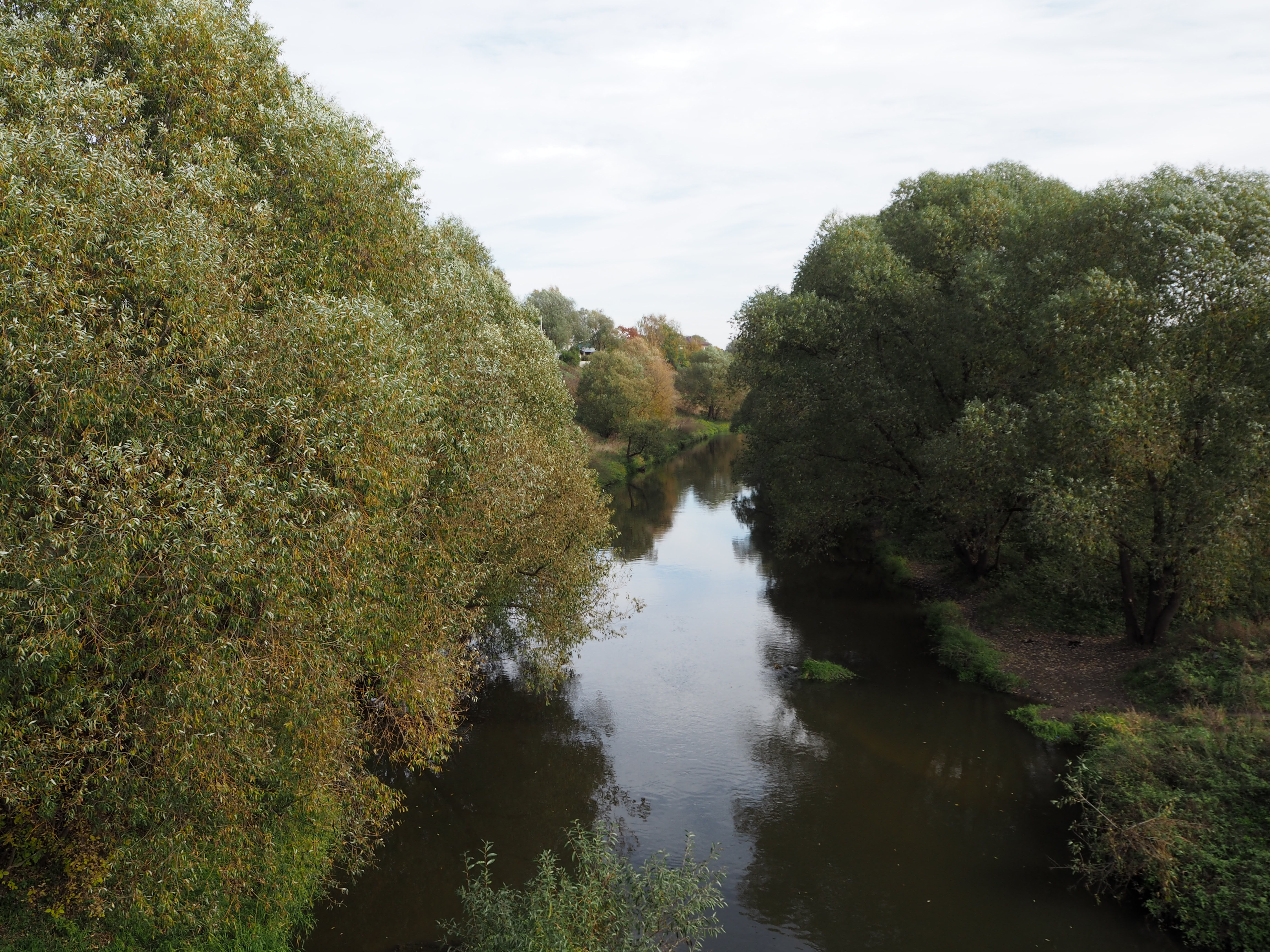
Река Десна у деревни Армазово
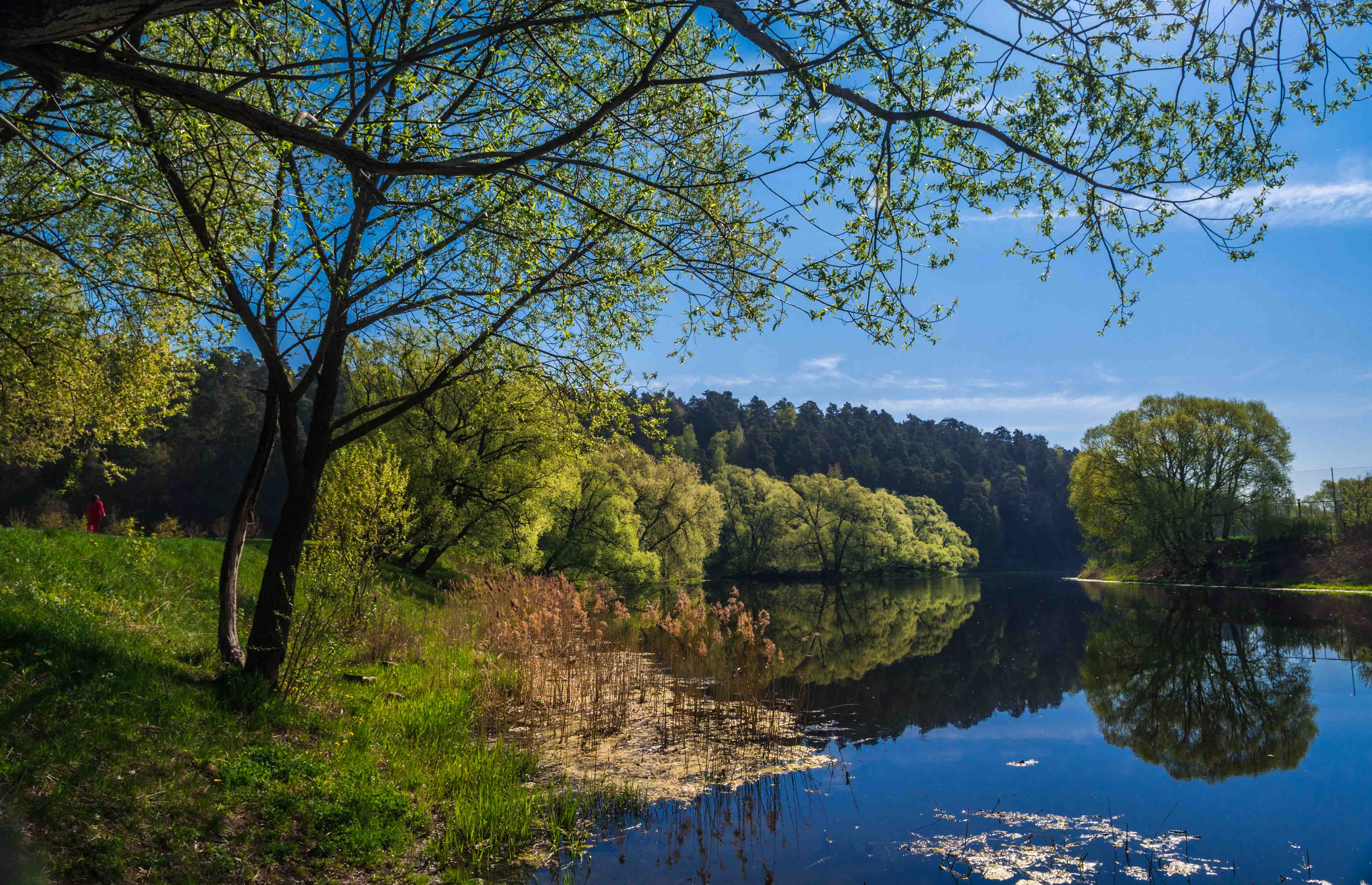
Остров на месте впадения Десны в Пахру. Вид со стороны Пахры